# タゴガエル

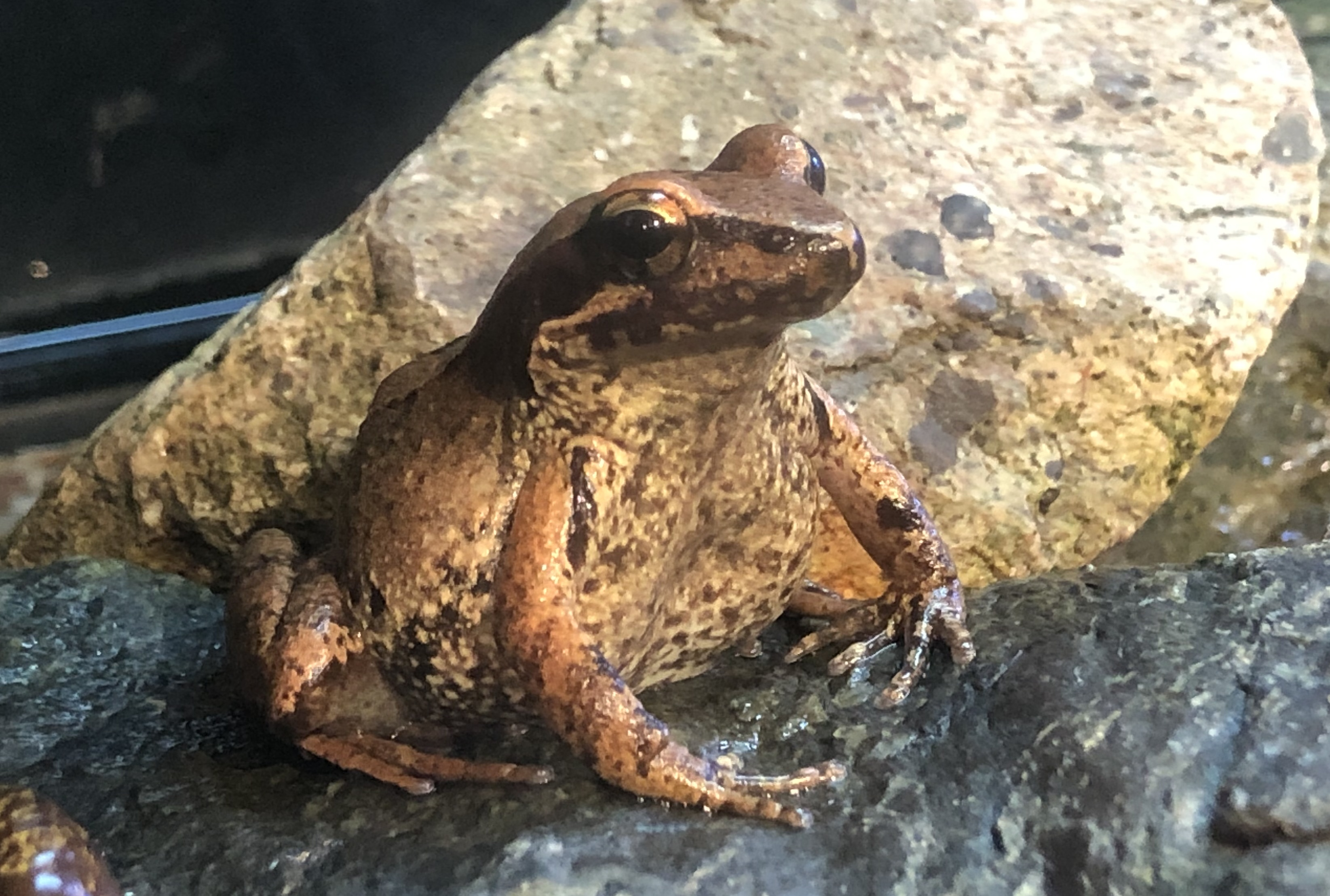
オキタゴガエル

タゴガエル（田子蛙、Rana tagoi）は、両生綱無尾目アカガエル科アカガエル属に分類されるカエル。日本の固有種で、2024年時点では3亜種が区別されている。
種名の tagoi と和名のタゴは両生類などを研究した動物学者・田子勝彌（たご かつや：1877-1943）への献名 。

## 分布
以下の3亜種が区別されているが、それぞれのタイプ産地やタイプ標本には混乱や問題が含まれている 。
- Rana tagoi tagoi Okada, 1928 タゴガエル（名義タイプ亜種）

日本（本州､四国､九州）固有亜種
- Rana tagoi okiensis Daito, 1969[5]  オキタゴガエル

日本（隠岐諸島の島後のみ）固有亜種
- Rana tagoi yakushimensis Nakatani & Okada, 1966[6] ヤクシマタゴガエル

日本（屋久島のみ）固有亜種

## 形態
指趾の先端が膨らみ、後肢の水かきは切れ込みが深く趾の先端まで発達しない。下顎に暗色斑が入る。
繁殖期のオスは体側面の皮膚が襞状に弛緩する。
- R. t. okiensis オキタゴガエル

体長：オス　3.8 - 4.3cm、メス　4.5 - 5.3cm。
- R. t. tagoi タゴガエル

体長：オス　3.5 - 4.5cm、メス　4.5 - 5cm。
- R. t. yakushimensis ヤクシマタゴガエル

体長：オス　3.7 - 4.8cm、メス　4.2 - 5.4cm。

## 分類
Etoら（2012, 2014）は、全国のタゴガエル3亜種とナガレタゴガエルについてミトコンドリアDNA（mDNA）および核DNA（nDNA）の解析を行い、これらは十数の群にわけられることと、大きく2つのクレードに分けられることを示した。
2014年に、長野県根羽村付近に生息する個体群が新種ネバタゴガエル Rana neba として、2023年には五島列島のものがゴトウタゴガエル Rana matsuoi
として分けられた。

## 生態
低山地から標高2,000m以下の森林に生息する。
食性は動物食で、昆虫、クモ、陸棲の巻貝などを食べる。幼生は変態するまで体内の卵黄を消費して生活する。
名義タイプ亜種としてのタゴガエル（tagoi tagoi）は1-2月か4-5月、亜種オキタゴガエルは2-3月、亜種ヤクシマタゴガエルは10-翌4月に伏流内や渓流周辺のある水たまりなどに60-110個の卵を産む。